# Paul Golding
Paul Golding (nacido el 25 de enero de 1982) es un político británico que se ha desempeñado como líder de Britain First, un partido político de extrema derecha en el Reino Unido.